# Лаго-Верде (Чили)
Лаго-Верде (исп. Lago Verde) — коммуна  в Чили. Административный центр коммуны — поселок Ла-Тапера. Население — 265 человек (2002).   Посёлок  и коммуна входит в состав провинции Койайке и области Айсен-дель-Хенераль-Карлос-Ибаньес-дель-Кампо.
Территория коммуны —  5422,3 км². Численность населения — 1003  жителя (2007). Плотность населения — 0,2 чел./км².

## Расположение
Посёлок Ла-Тапера расположен в 107 км на юго-восток от административного центра области города Койайке.
Коммуна граничит:
- на севере — c коммуной Палена
- на востоке — с провинцией Чубут (Аргентина)
- на юге — c коммуной Койайке
- на западе — c коммуной Сиснес

## Демография
Согласно сведениям, собранным в ходе переписи Национальным институтом статистики,  население коммуны составляет 1003  человека, из которых 619 мужчин и 384 женщины.
Население коммуны составляет 1 % от общей численности населения области Айсен-дель-Хенераль-Карлос-Ибаньес-дель-Кампо, при этом 100 %  относится к сельскому населению и 0 % — городское население.